# Christoph Moritz
Christoph Moritz (* 27. Januar 1990 in Düren) ist ein deutscher Fußballspieler. Er spielt vorrangig im defensiven Mittelfeld, kann aber auch beide Außenpositionen im Mittelfeld bekleiden und als rechter Außenverteidiger agieren. Neben seiner Fußballkarriere ist er auch im Online-Poker erfolgreich.

## Vereinskarriere

### Anfänge
Moritz begann 1994 seine Karriere bei Viktoria Arnoldsweiler, einem Verein aus dem Dürener Stadtteil Arnoldsweiler. Ab 2006 spielte er für die Jugendmannschaften des TSV Alemannia Aachen, mit dessen B-Jugend er 2007 Mittelrheinpokalsieger wurde. Seine ersten beiden Einsätze im Männerbereich hatte Moritz in der Spielzeit 2008/09 für die 2. Mannschaft der Aachener in der NRW-Liga, damals eine von zehn Oberligen als fünfthöchste Spielklasse in Deutschland.

### Bundesliga
Zur Saison 2009/10 wechselte er zum FC Schalke 04. Bei Schalke war er für die in der Regionalliga West spielende zweite Mannschaft vorgesehen. Am ersten Spieltag der Bundesligasaison debütierte er in der Profimannschaft beim Spiel gegen den 1. FC Nürnberg in der Startaufstellung. Am zweiten Spieltag erzielte er im Spiel gegen den VfL Bochum sein erstes Bundesligator. Moritz etablierte sich als Stammspieler und wurde im defensiven und im offensiven rechten Mittelfeld eingesetzt.
In der Saison 2010/11 kam er auch wegen Verletzungen zu weniger Einsätzen. Auch hatte er keine feste Position, sondern sprang da ein, wo Ersatz fehlte. Im UEFA-Champions-League-Spiel gegen Olympique Lyon machte er sein erstes internationales Pflichtspiel. In dieser Spielzeit gewann er mit dem DFB-Pokal seinen ersten Titel.
In der Saison 2011/12 fiel er wegen einer Verletzung fast für die komplette Hinrunde aus. Am 1. Dezember 2011 machte er sein erstes UEFA-Europa-League-Spiel beim Sieg gegen Steaua Bukarest.
Wegen erneuter Verletzungen und angesichts starker Konkurrenz, wie Neuzugang Roman Neustädter, kam er auch in der Hinrunde der Spielzeit 2012/13 nur zu Kurzeinsätzen oder Einsätzen in der Zweiten Mannschaft. Im Dezember 2012 kündigte er an, seinen im Sommer 2013 auslaufenden Vertrag nicht zu verlängern.
Am 5. Februar 2013 unterschrieb Moritz einen Vertrag beim 1. FSV Mainz 05 mit einer Laufzeit vom 1. Juli 2013 bis 30. Juni 2017. Während der Hinrunde der Saison 2013/14 kam er über die Rolle eines Ergänzungsspielers nicht hinaus. Dank seiner Flexibilität im Mittelfeld gehörte er während der Rückrunde zum Stammpersonal Thomas Tuchels und erzielte zwei Tore. Zur Saison 2014/15 hatte er einen Stammplatz im Mittelfeld, fiel aber ab Mitte Oktober wegen Rückenproblemen für den Rest der Hinrunde aus. Insgesamt absolvierte er 42 Bundesligaspiele für Mainz 05, in denen er zwei Tore erzielte.

### 2. Bundesliga
Zur Saison 2016/17 wechselte Moritz zum Zweitligisten 1. FC Kaiserslautern. In der Saison 2017/18 stieg er mit dem 1. FC Kaiserslautern in die 3. Liga ab. Sein Vertrag lief bis 2018.
Zur Saison 2018/19 wechselte Moritz ablösefrei zum Hamburger SV. Er erhielt beim Bundesliga-Absteiger einen Vertrag bis zum 30. Juni 2020 und traf auf Trainer Christian Titz, unter dem er bereits Privattraining genommen hatte. Ende Oktober 2018 wurde Titz durch Hannes Wolf ersetzt.
Da Moritz lediglich hauptsächlich als Einwechselspieler zum Einsatz gekommen (ein Startelfeinsatz, 10 Einwechslungen) und mit Berkay Özcan ein weiterer Spieler für das zentrale Mittelfeld verpflichtet worden war, wechselte er Ende Januar 2019 bis zum Saisonende auf Leihbasis zum Ligakonkurrenten SV Darmstadt 98. Bei seinem Pflichtspieldebüt für die Lilien, einer Auswärtsniederlage beim MSV Duisburg, sorgte er mit seinem ersten Tor für Darmstadt für den 2:3-Endstand. Bei seinem vierten Einsatz zog sich Moritz eine Schulterverletzung zu und fiel einen Monat aus. Insgesamt kam Moritz auf 11 Zweitligaeinsätze, in denen er ein Tor erzielte.
Zur Saison 2019/20 kehrte Moritz zum Hamburger SV zurück, der in seiner Abwesenheit den direkten Wiederaufstieg verpasst hatte. Unter dem Cheftrainer Dieter Hecking war Adrian Fein im defensiven Mittelfeld gesetzt. Moritz kam auf 8 Zweitligaeinsätze (4-mal von Beginn) und gehörte teilweise nicht dem Spieltagskader an. Zudem absolvierte er ein Regionalligaspiel mit der zweiten Mannschaft. Der HSV verpasste wie in der Vorsaison auf dem 4. Platz den Wiederaufstieg, woraufhin er den Verein mit seinem Vertragsende verließ.
Zur Saison 2020/21 schloss sich Moritz dem Ligakonkurrenten SSV Jahn Regensburg an, bei dem er einen Vertrag bis zum 30. Juni 2022 unterschrieb.

## Nationalmannschaft
Moritz stand im vorläufigen Kader der deutschen U-20-Nationalmannschaft für die Junioren-Fußballweltmeisterschaft 2009, bekam jedoch von seinem Verein keine Freigabe für das Turnier. Am 13. November 2009 absolvierte er sein erstes Spiel für die deutsche U-20-Nationalmannschaft. Im Spiel gegen Österreich erzielte er sein erstes Tor. Am 3. September 2010 debütierte er in der deutschen U-21-Nationalmannschaft im Spiel gegen Tschechien in der Startaufstellung. Für die Play-off-Spiele gegen die U-21 der Schweiz zur U-21-Fußball-Europameisterschaft 2013 in Israel wurde er erstmals seit fast zwei Jahren wieder für die deutsche U-21-Nationalmannschaft nominiert. Beim 1:3-Auswärtssieg im Rückspiel gegen die Schweiz bestritt er die kompletten 90 Spielminuten auf der Doppelsechs an der Seite von Sebastian Rudy. Trotz wenigen Spielen bei seinem Verein wurde er für die Endrunde der U-21-Fußball-Europameisterschaft 2013 in Israel von Rainer Adrion für den Kader der deutschen Nationalmannschaft nominiert. Gegen die Niederlande saß er nur auf der Bank. Wegen einer fiebrigen Magen-Darm-Erkrankung fiel er für den Rest der Gruppenphase aus. Da Deutschland sich nicht für die K.O.-Phase qualifizierte und in der Gruppenphase ausschied, kam er bei der Europameisterschaft zu keinem Einsatz.

## Spielweise
Moritz gilt als abgeklärt und unaufgeregt; ihm wird eine schnörkellose Spielweise mit sicheren Pässen und eine große Ausdauer attestiert.

## Erfolge
- DFB-Pokalsieger mit dem FC Schalke 04: 2011
- DFL-Supercupsieger mit dem FC Schalke 04: 2011

## Privat
Moritz machte im Juni 2009 am Stiftischen Gymnasium in Düren sein Abitur. 2021 siegte er bei der World Poker Tour (WPT) Montreal im Online Poker.